# Stadionul Astra
El Stadionul Astra es un estadio de fútbol de la ciudad de Ploieşti, Rumania. El estadio tiene una capacidad para 10 000 espectadores y en él disputa sus partidos como local el Astra Ploieşti. El estadio es propiedad del presidente del club, Ioan Niculae.

## Partidos internacionales
| # | Fecha                   | Equipos               | Resultado | Competición                  |
| - | ----------------------- | --------------------- | --------- | ---------------------------- |
| 1 | 6 de septiembre de 2003 | Rumania vs Luxemburgo | 4-0       | Clasificación UEFA Euro 2004 |